# BAFTA (премия, 2002)
55-я церемония вручения наград премии BAFTA

24 февраля 2002
Лучший фильм: 

Властелин колец: Братство Кольца 

The Lord of the Rings: The Fellowship of the Ring
Лучший британский фильм: 

Госфорд-парк 

Gosford Park
Лучший неанглоязычный фильм: 

Сука любовь 

Amores perros
< 54-я Церемонии вручения 56-я >
55-я церемония вручения наград премии BAFTA, учреждённой Британской академией кино и телевизионных искусств, за заслуги в области кинематографа за 2001 год состоялась в Лондоне 24 февраля 2002 года.
Приз зрительских симпатий — Audience Award: Orange Film of the Year — завоевал фильм режиссёра Питера Джексона «Властелин колец: Братство Кольца», также заявленный ещё в двенадцати номинациях и ставший победителем в четырёх из них, в том числе и как лучший фильм года.

## Полный список победителей и номинантов
| Победители выделены отдельным цветом. |

### Основные категории
| Категории                         | Победитель и номинанты                                                                            |
| --------------------------------- | ------------------------------------------------------------------------------------------------- |
| Лучший фильм                      | • «Властелин колец: Братство Кольца» — Питер Джексон, Барри Осборн, Фрэн Уолш, Тим Сандерс        |
| Лучший фильм                      | • «Амели» — Клоди Оссар                                                                           |
| Лучший фильм                      | • «Игры разума» — Рон Ховард, Брайан Грейзер                                                      |
| Лучший фильм                      | • «Мулен Руж!» — Баз Лурман, Мартин Браун, Фред Бэрон                                             |
| Лучший фильм                      | • «Шрек» — Джеффри Катценберг, Эрон Уорнер, Джон Х. Уильямс                                       |
| Лучший британский фильм           | • «Госфорд-парк» — Роберт Олтмен, Боб Балабан, Дэвид Леви                                         |
| Лучший британский фильм           | • «Айрис» — Роберт Фокс, Скотт Рудин, Ричард Эйр                                                  |
| Лучший британский фильм           | • «Гарри Поттер и философский камень» — Дэвид Хейман, Крис Коламбус                               |
| Лучший британский фильм           | • «Дневник Бриджит Джонс» — Тим Беван, Эрик Феллнер, Джонатан Кавендиш, Шэрон Магуайер            |
| Лучший британский фильм           | • «С тобой и без тебя» — Сандра Голдбахер, Финола Дуайер                                          |
| Лучший неанглоязычный фильм       | • «Сука любовь» (режиссёр — Алехандро Гонсалес Иньярриту; страна — Мексика)                       |
| Лучший неанглоязычный фильм       | • «Амели» (режиссёр — Жан-Пьер Жёне; страна — Франция, Германия)                                  |
| Лучший неанглоязычный фильм       | • «Пианистка» (режиссёр — Михаэль Ханеке; страна — Австрия, Германия, Польша, Франция)            |
| Лучший неанглоязычный фильм       | • «Последнее солнце» (режиссёр — Вальтер Саллес; страна — Бразилия, Франция, Швейцария)           |
| Лучший неанглоязычный фильм       | • «Свадьба в сезон дождей» (режиссёр — Мира Наир; страна — Германия, Индия, Италия, Франция, США) |
| Лучшая режиссёрская работа        | • Питер Джексон — «Властелин колец: Братство кольца»                                              |
| Лучшая режиссёрская работа        | • Жан-Пьер Жёне — «Амели»                                                                         |
| Лучшая режиссёрская работа        | • Баз Лурман — «Мулен Руж!»                                                                       |
| Лучшая режиссёрская работа        | • Рон Ховард — «Игры разума»                                                                      |
| Лучшая режиссёрская работа        | • Роберт Олтмен — «Госфорд-парк»                                                                  |
| Лучшая мужская роль               | • Рассел Кроу — «Игры разума»                                                                     |
| Лучшая мужская роль               | • Джим Бродбент — «Айрис»                                                                         |
| Лучшая мужская роль               | • Том Уилкинсон — «В спальне»                                                                     |
| Лучшая мужская роль               | • Кевин Спейси — «Корабельные новости»                                                            |
| Лучшая мужская роль               | • Иэн Маккеллен — «Властелин колец: Братство кольца»                                              |
| Лучшая женская роль               | • Джуди Денч — «Айрис»                                                                            |
| Лучшая женская роль               | • Николь Кидман — «Другие»                                                                        |
| Лучшая женская роль               | • Сисси Спейсек — «В спальне»                                                                     |
| Лучшая женская роль               | • Одри Тоту — «Амели»                                                                             |
| Лучшая женская роль               | • Рене Зеллвегер — «Дневник Бриджит Джонс»                                                        |
| Лучшая мужская роль второго плана | • Джим Бродбент — «Мулен Руж!»                                                                    |
| Лучшая мужская роль второго плана | • Хью Бонневилль — «Айрис»                                                                        |
| Лучшая мужская роль второго плана | • Колин Фёрт — «Дневник Бриджит Джонс»                                                            |
| Лучшая мужская роль второго плана | • Робби Колтрейн — «Гарри Поттер и философский камень»                                            |
| Лучшая мужская роль второго плана | • Эдди Мёрфи — «Шрек»                                                                             |
| Лучшая женская роль второго плана | • Дженнифер Коннелли — «Игры разума»                                                              |
| Лучшая женская роль второго плана | • Кейт Уинслет — «Айрис»                                                                          |
| Лучшая женская роль второго плана | • Хелен Миррен — «Госфорд-парк»                                                                   |
| Лучшая женская роль второго плана | • Мэгги Смит — «Госфорд-парк»                                                                     |
| Лучшая женская роль второго плана | • Джуди Денч — «Корабельные новости»                                                              |
| Лучший адаптированный сценарий    | • «Шрек» — Тед Эллиот, Терри Россио, Джо Стиллман и Роджер С. Х. Шулман                           |
| Лучший адаптированный сценарий    | • «Айрис» — Ричард Эйр, Чарльз Вуд                                                                |
| Лучший адаптированный сценарий    | • «Игры разума» — Акива Голдсман                                                                  |
| Лучший адаптированный сценарий    | • «Дневник Бриджит Джонс» — Хелен Филдинг, Ричард Кёртис, Эндрю Дэвис                             |
| Лучший адаптированный сценарий    | • «Властелин колец: Братство кольца» — Фрэн Уолш, Филиппа Бойенс, Питер Джексон                   |
| Лучший оригинальный сценарий      | • «Амели» — Жан-Пьер Жёне, Гийом Лоран                                                            |
| Лучший оригинальный сценарий      | • «Госфорд-парк» — Джулиан Феллоуз                                                                |
| Лучший оригинальный сценарий      | • «Другие» — Алехандро Аменабар                                                                   |
| Лучший оригинальный сценарий      | • «Мулен Руж!» — Баз Лурман, Крэйг Пирс                                                           |
| Лучший оригинальный сценарий      | • «Семейка Тененбаум» — Уэс Андерсон, Оуэн Уилсон                                                 |

### Другие категории
| Категории                                                                                | Победитель и номинанты                                                                                             |
| ---------------------------------------------------------------------------------------- | --- |
| Лучшая музыка к фильму                                                                   | • «Мулен Руж!» — Мариус Де Фриз, Крэйг Армстронг                                                                   |
| Лучшая музыка к фильму                                                                   | • «Амели» — Ян Тирсен                                                                                              |
| Лучшая музыка к фильму                                                                   | • «Властелин колец: Братство кольца» — Говард Шор                                                                  |
| Лучшая музыка к фильму                                                                   | • «Малхолланд Драйв» — Анджело Бадаламенти                                                                         |
| Лучшая музыка к фильму                                                                   | • «Шрек» — Джон Пауэлл, Гарри Грегсон-Уильямс                                                                      |
| Лучшая операторская работа                                                               | • «Человек, которого не было» — Роджер Дикинс                                                                      |
| Лучшая операторская работа                                                               | • «Амели» — Брюно Дельбоннель                                                                                      |
| Лучшая операторская работа                                                               | • «Властелин колец: Братство кольца» — Эндрю Лесни                                                                 |
| Лучшая операторская работа                                                               | • «Мулен Руж!» — Дональд Макальпин                                                                                 |
| Лучшая операторская работа                                                               | • «Чёрный ястреб» — Славомир Идзяк                                                                                 |
| Лучшие визуальные эффекты                                                                | • «Властелин колец: Братство кольца» — Ричард Тейлор, Алекс Функе, Джим Райгил, Рэндалл Уильям Кук, Марк Стетсон   |
| Лучшие визуальные эффекты                                                                | • «Гарри Поттер и философский камень» — Роберт Легато, Ник Дэвис, Джон Ричардсон, Роджер Гайетт, Джим Берни        |
| Лучшие визуальные эффекты                                                                | • «Искусственный разум» — Деннис Мьюрен, Скотт Фаррар, Майкл Лантьери                                              |
| Лучшие визуальные эффекты                                                                | • «Мулен Руж!» — Крис Годфри, Натан МакГиннесс, Энди Браун, Брайан Кокс                                            |
| Лучшие визуальные эффекты                                                                | • «Шрек» — Кен Биленберг                                                                                           |
| Лучший грим                                                                              | • «Властелин колец: Братство кольца» — Питер Оуэн, Питер Кинг, Ричард Тэйлор                                       |
| Лучший грим                                                                              | • «Гарри Поттер и философский камень» — Аманда Найт, Этне Феннелл, Ник Дадмен                                      |
| Лучший грим                                                                              | • «Госфорд-парк» — Салли Джей, Джэн Арчибальд                                                                      |
| Лучший грим                                                                              | • «Мулен Руж!» — Маурицио Силви, Алдо Синьоретти                                                                   |
| Лучший грим                                                                              | • «Планета обезьян» — Рик Бэйкер, Тони Джи, Кацухиро Цудзи                                                         |
| Лучший дизайн костюмов                                                                   | • «Госфорд-парк» — Дженни Беван                                                                                    |
| Лучший дизайн костюмов                                                                   | • «Властелин колец: Братство кольца» — Найла Диксон                                                                |
| Лучший дизайн костюмов                                                                   | • «Гарри Поттер и философский камень» — Джудианна Маковски                                                         |
| Лучший дизайн костюмов                                                                   | • «Мулен Руж!» — Кэтрин Мартин, Энгус Стрэти                                                                       |
| Лучший дизайн костюмов                                                                   | • «Планета обезьян» — Коллин Этвуд                                                                                 |
| Лучшая работа художника-постановщика                                                     | • «Амели» — Эйлин Бонетто                                                                                          |
| Лучшая работа художника-постановщика                                                     | • «Властелин колец: Братство кольца» — Грант Мейджор                                                               |
| Лучшая работа художника-постановщика                                                     | • «Гарри Поттер и философский камень» — Стюарт Крэйг                                                               |
| Лучшая работа художника-постановщика                                                     | • «Госфорд-парк» — Стивен Олтмен                                                                                   |
| Лучшая работа художника-постановщика                                                     | • «Мулен Руж!» — Кэтрин Мартин                                                                                     |
| Лучший монтаж                                                                            | • «Малхолланд Драйв» — Мэри Суини                                                                                  |
| Лучший монтаж                                                                            | • «Амели» — Эрве Шнид                                                                                              |
| Лучший монтаж                                                                            | • «Властелин колец: Братство кольца» — Джон Гилберт                                                                |
| Лучший монтаж                                                                            | • «Мулен Руж!» — Джилл Билкок                                                                                      |
| Лучший монтаж                                                                            | • «Чёрный ястреб» — Пьетро Скалиа                                                                                  |
| Лучший звук                                                                              | • «Мулен Руж!» — Анна Белмер, Энди Нелсон и другие…                                                                |
| Лучший звук                                                                              | • «Властелин колец: Братство кольца» — Дэвид Фармер, Майк Хопкинс и другие…                                        |
| Лучший звук                                                                              | • «Гарри Поттер и философский камень» — Джон Миджли, Эдди Джозеф и другие…                                         |
| Лучший звук                                                                              | • «Чёрный ястреб» — Крис Манро, Майкл Минклер и другие…                                                            |
| Лучший звук                                                                              | • «Шрек» — Энди Нелсон, Анна Белмер и другие…                                                                      |
| Лучший анимационный короткометражный фильм                                               | • Dog — Сьюзи Темплтон                                                                                             |
| Лучший анимационный короткометражный фильм                                               | • Camouflage — Джонатан Бэйрстоу, Джонатан Ходжсон                                                                 |
| Лучший анимационный короткометражный фильм                                               | • Home Road Movies — Дик Арналл, Роберт Брэдбрук, Иэн Селлар                                                       |
| Лучший анимационный короткометражный фильм                                               | • Tuesday — Джефф Данбар, Джудит Робертс                                                                           |
| Лучший анимационный короткометражный фильм                                               | • The World Of Interiors — Крис Шеперд, Банни Шендлер                                                              |
| Лучший короткометражный фильм                                                            | • About A Girl — Брайан Персиваль, Джени Де Нордуолл, Джули Руттерфорд                                             |
| Лучший короткометражный фильм                                                            | • Inferno — Теун Хайлт, Пол Кусулидс, Шарат Сардана                                                                |
| Лучший короткометражный фильм                                                            | • The Red Peppers — Ли Сантана, Доминик Сантана                                                                    |
| Лучший короткометражный фильм                                                            | • Skin Deep — Энди Портер, Юсаф Али Хан                                                                            |
| Лучший короткометражный фильм                                                            | • Tattoo — Арабелла Пейдж Крофт, Сара Путт, Джулс Уильямсон, Джемма Филд                                           |
| Премия им. Карла Формана за лучший дебют британского сценариста, режиссёра или продюсера | • «Прыгни завтра» — Джоэл Хопкинс (режиссёр, сценарист, продюсер), Никола Асборн (продюсер)                        |
| Премия им. Карла Формана за лучший дебют британского сценариста, режиссёра или продюсера | • «Госфорд-парк» — Джулиан Феллоуз (сценарист)                                                                     |
| Премия им. Карла Формана за лучший дебют британского сценариста, режиссёра или продюсера | • «За покупками на ночь глядя» — Джек Лотиан (сценарист)                                                           |
| Премия им. Карла Формана за лучший дебют британского сценариста, режиссёра или продюсера | • «Вылитый Синатра» — Рут Кенли-Леттс (продюсер)                                                                   |
| Премия им. Карла Формана за лучший дебют британского сценариста, режиссёра или продюсера | • «Надзиратель» — Стив Куган, Генри Нормал (сценаристы)                                                            |
| Премия им. Карла Формана за лучший дебют британского сценариста, режиссёра или продюсера | • «Юго-запад 9» — Ричард Пэрри (режиссёр, сценарист)                                                               |
| Michael Balcon Award за вклад в развитие британского кинематографа                       | • Вик Армстронг — каскадёр, актёр, ассистент режиссёра                                                             |
| BAFTA Academy Fellowship Award                                                           | • Уоррен Битти — актёр, продюсер, сценарист, режиссёр                                                              |
| BAFTA Academy Fellowship Award                                                           | • Эндрю Дэвис — писатель, сценарист                                                                                |
| BAFTA Academy Fellowship Award                                                           | • Джон Миллс — актёр                                                                                               |
| BAFTA Academy Fellowship Award                                                           | • Merchant Ivory Productions — кинокомпания, основанная режиссёром Джеймсом Айвори и продюсером Исмаилом Мерчантом |